# Mo Gawdat
Mohammad "Mo" Gawdat (árabe: محمد جودت) es un empresario y autor egipcio. Anteriormente se desempeñó como director comercial de Google X y es autor de los libros Solve for Happy y Scary Smart.

## Primeros años de vida
Gawdat nació en Egipto, hijo de un ingeniero civil y un profesor de inglés. Mostró un interés temprano por la tecnología.

## Carrera
Gawdat estudió ingeniería civil en la Universidad Ain Shams y se graduó con una licenciatura en 1990. Posteriormente obtuvo un MBA en la Escuela de Administración de Empresas de Maastricht en los Países Bajos.
Comenzó su carrera en IBM Egipto como ingeniero de sistemas, antes de pasar a desempeñar un papel de ventas en el sector gubernamental. Tras mudarse a los Emiratos Árabes Unidos, se unió a NCR Abu Dhabi para cubrir el sector no financiero. En Microsoft, ocupó diversos cargos a lo largo de siete años y medio.
Se unió a Google en 2007, y finalmente ascendió al puesto de director comercial en Google X.
Gawdat es el autor de Solve for Happy: Engineering Your Path to Joy (2017). Dedicado a su hijo Ali, fallecido en 2014, el libro describe métodos para gestionar y prevenir la decepción.
En 2021, Gawdat publicó Scary Smart: El futuro de la inteligencia artificial y cómo puedes salvar nuestro mundo a través de Macmillan.
En 2022, publicó That Little Voice in Your Head: Adjust the Code That Runs Your Brain, también a través de Macmillan. El libro presenta sugerencias para utilizar el cerebro humano de manera óptima para prosperar y evitar el sufrimiento.
En 2024, Gawdat, junto con la coautora Alice Law, publicó Unstressable: A Practical Guide to Stress-Free Living.

## Vida personal
Gawdat está separado de su esposa, Nibal, a quien conoció en la universidad. Tienen una hija, Aya. Su hijo, Ali, murió en 2014, después de una apendicectomía. 